# Władimir Alekno
Władimir Romanowicz Alekno (ros. Владимир Романович Алекно; ur. 4 grudnia 1966 w Połocku) – rosyjski siatkarz, były reprezentant Białorusi i Francji, grający na pozycji środkowego. Były trener Dinama Moskwa, Zenitu Kazań, reprezentacji Rosji oraz reprezentacji Iranu. Po Igrzyskach Olimpijskich w Tokio (2020) zakończył karierę trenerską.
Jego syn Laurent Alekno, również jest siatkarzem i występuje na pozycji rozgrywającego.

## Sukcesy reprezentacyjne
| Osiągnięcie        | Trofeum       | Rok                   |
| Liga Światowa      | srebro · brąz | 1993, 1998 1996, 1997 |
| Mistrzostwa Europy | srebro · brąz | 1999 1993             |
| Puchar Świata      | złoto         | 1999                  |

## Sukcesy klubowe
| Klub         | Osiągnięcie         | Trofeum        | Sezon/Rok                       |
| CSKA Moskwa  | Mistrzostwo ZSRR    | złoto          | 1984/1985, 1985/1986, 1986/1987 |
| CSKA Moskwa  | Puchar ZSRR         | złoto          | 1985                            |
| CSKA Moskwa  | Liga Mistrzów       | złoto          | 1985/1986, 1986/1987            |
| CSKA Moskwa  | Superpuchar Europy  | złoto          | 1987                            |
| AS Cannes VB | Puchar Francji      | złoto          | 1994/1995                       |
| AS Cannes VB | Mistrzostwo Francji | złoto · srebro | 1994/1995 1995/1996             |

## Sukcesy trenerskie w reprezentacji
| Osiągnięcie          | Trofeum               | Rok                  |
| Liga Światowa        | złoto · srebro · brąz | 2011 2007, 2010 2008 |
| Mistrzostwa Europy   | srebro                | 2007                 |
| Puchar Świata        | złoto · srebro        | 2011 2007            |
| Igrzyska Olimpijskie | złoto · brąz          | 2012 2008            |

## Sukcesy trenerskie w klubie
| Klub          | Osiągnięcie                | Trofeum               | Sezon/Rok |
| Tours VB      | Puchar Francji             | złoto                 | 2002/2003 |
| Tours VB      | Mistrzostwo Francji        | złoto · srebro · brąz | 2003/2004 2002/2003 2000/2001                                                                                         |
| Dinamo Moskwa | Mistrzostwo Rosji          | złoto · srebro        | 2005/2006 2004/2005, 2006/2007                                                                                        |
| Dinamo Moskwa | Puchar Rosji               | złoto                 | 2006 |
| Dinamo Moskwa | Liga Mistrzów              | brąz                  | 2006/2007 |
| Zenit Kazań   | Puchar Rosji               | złoto                 | 2009, 2014, 2015, 2016, 2017, 2018                                                                                    |
| Zenit Kazań   | Liga Mistrzów              | złoto · srebro · brąz | 2011/2012, 2014/2015, 2015/2016, 2016/2017, 2017/2018 2010/2011, 2018/2019 2012/2013                                  |
| Zenit Kazań   | Mistrzostwo Rosji          | złoto · srebro · brąz | 2008/2009, 2009/2010, 2010/2011, 2011/2012, 2013/2014, 2014/2015, 2015/2016, 2016/2017, 2017/2018 2018/2019 2012/2013 |
| Zenit Kazań   | Superpuchar Rosji          | złoto                 | 2010, 2011, 2012, 2015, 2016, 2017, 2018, 2020                                                                        |
| Zenit Kazań   | Klubowe Mistrzostwa Świata | złoto · srebro · brąz | 2017 2015, 2016 2009, 2011                                                                                            |